# Johann Schuler
Johann „Hans“ Schuler (* 6. Februar 1958 in München) ist ein deutscher Film- und Theaterschauspieler, der durch seine Rollen als bayerischer Volksschauspieler bekannt wurde.

## Leben
Johann Schuler wuchs in München auf. Nach seiner Schulzeit absolvierte er zunächst eine Lehre zum Buchdrucker.
Im Jahr 1981 wurde Schuler von Regisseur Franz Xaver Bogner für die Serie Zeit genug entdeckt. Weitere Auftritte in Serien Bogners folgten, so spielte er den Metzger-Seppe in Zur Freiheit, eine Nebenrolle in Irgendwie und Sowieso sowie den Polizisten Fred Müller in München 7.
Von 1986 bis 1992 war Schuler Ensemblemitglied der Iberl-Bühne bei Georg Maier in München-Solln und trat dort in über 1.300 Vorstellungen auf. Ab 1992 war Schuler festes Ensemblemitglied am Münchner Volkstheater und ist dort aktuell als Gast in dem Erfolgsstück Der Brandner Kaspar und das ewig’ Leben zu sehen. Hans Schuler spielt zumeist in Produktionen des Bayerischen Rundfunks und ist in vielen Stücken des Komödienstadels zu sehen. Gastauftritte hatte er unter anderem in Irgendwie und Sowieso, Löwengrube, Café Meineid, Forsthaus Falkenau, Polizeiruf 110, Der Bulle von Tölz, Tatort und Der Alte. Er wirkte bisher in über 80 Film-und-Fernsehproduktionen mit.
Schuler lebt mit seiner Familie in der Gemeinde Feldkirchen-Westerham.

## Filmografie (Auswahl)
- 1981: Zeit genug
- 1986: Irgendwie und Sowieso (Fernsehserie, Folge Eine lange Nacht)
- 1986: Zur Freiheit
- 1989: Die schnelle Gerdi
- 1989: Herbstmilch
- 1991: Rama dama
- 1992: Tatort: Kainsmale (Reihe)
- 1993: Der siebte Bua
- 1994–2013: Forsthaus Falkenau (Serie, 24 Folgen)
- 1994: Hölleisengretl
- 1996: Der Alte – Folge 221: Schlüssel zum Mord
- 1997: Mali
- 1998: Der Bulle von Tölz: Tod in der Walpurgisnacht
- 2000: Hinterlassenschaften
- 2001: Polizeiruf 110: Gelobtes Land
- 2001: Tatort: Und dahinter liegt New York
- 2002: Franz und Anna
- 2003: Der Bulle von Tölz: Freier Fall
- seit 2004: München 7
- 2004: Zeit der Fische
- 2005: Grenzverkehr
- 2006: Wer früher stirbt ist länger tot
- 2007–2017: Die Rosenheim-Cops (Fernsehserie, 4 Folgen, verschiedene Rollen)
- 2007: Toni Goldwascher
- 2007–2011: Mord in bester Gesellschaft (Reihe, vier Filme)
- 2008: Die Geschichte vom Brandner Kaspar
  - 2009: Der süße Duft des Bösen (Film 4)
- 2009: Hitler vor Gericht
- 2009: Gletscherblut
- 2009: Die göttliche Sophie
- 2010: Sau Nummer vier. Ein Niederbayernkrimi
- 2010: Eine ganz heiße Nummer
- 2011: Der Kaiser von Schexing
- 2011: Konterrevolution – Der Kapp-Lüttwitz-Putsch 1920
- 2011: Mord in bester Gesellschaft – Das Ende vom Lied (Folge 8)
- 2012: Tatort: Der tiefe Schlaf
- 2012: Was weg is, is weg
- 2014: Die Garmisch-Cops – Tod auf dem Eis
- 2016: Hubert und Staller – Die letzte Salbung
- 2019: Hubert ohne Staller – Jäger des verlorenen Hutes
- 2019: Eine ganz heiße Nummer 2.0
- 2020, 2023, 2024: Sturm der Liebe (Fernsehserie)
- 2020: Kommissarin Lucas – Die Unsichtbaren (Krimireihe)
- 2021: Frühling – Ich sehe was, was du nicht siehst
- 2022: Marie fängt Feuer – Die Feuerprobe
- 2022: Strafe – Der Taucher (Fernsehreihe)
- 2023: Der Bergdoktor – Neuland
- 2023: Daheim in den Bergen – Die Zweitgeborenen (Fernsehreihe)
- 2023: Daheim in den Bergen – Alte Pfade – Neue Wege (Fernsehreihe)
- 2024: Polizeiruf 110: Funkensommer